# Laurentiuskirche (Głuchołazy)

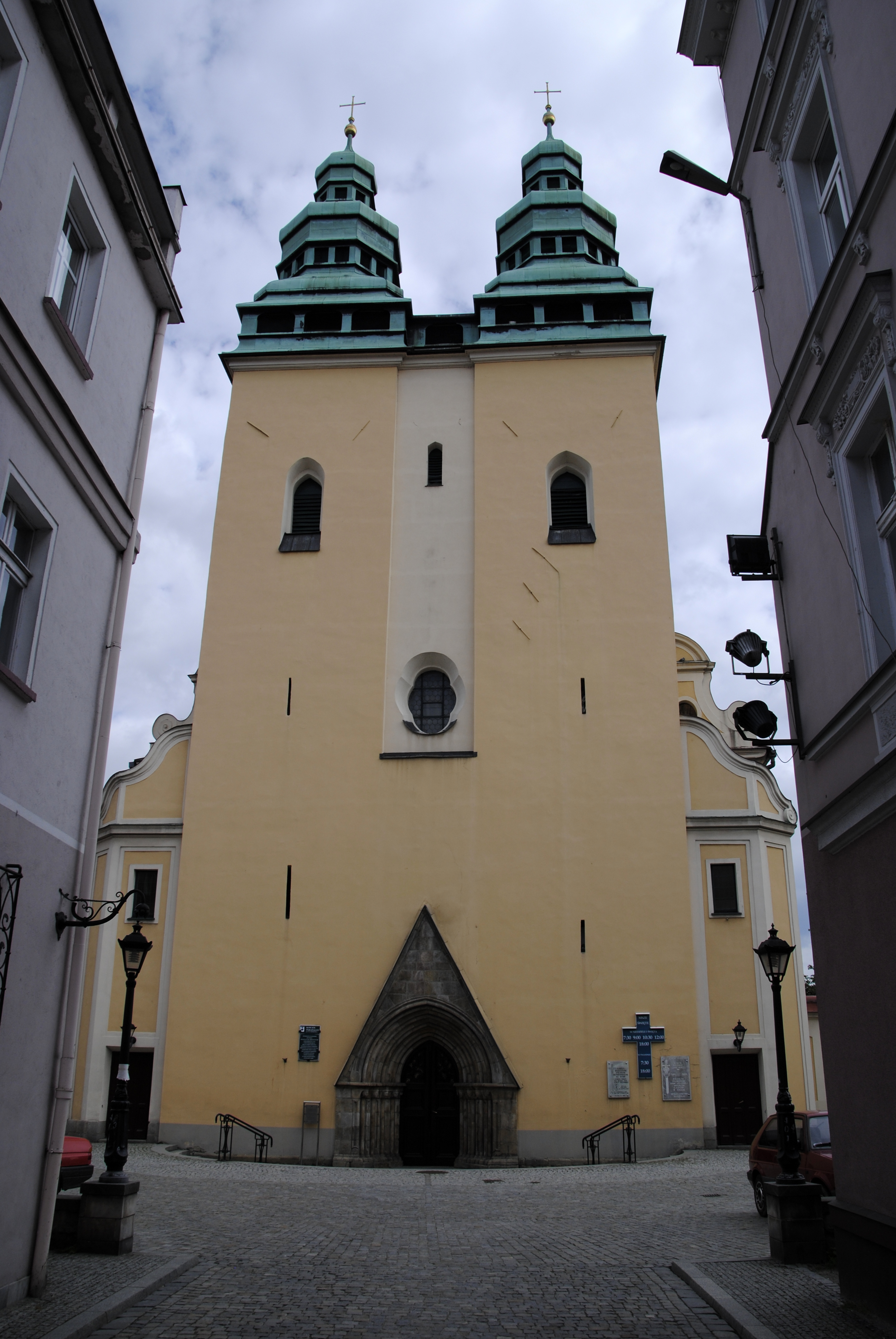
Laurentiuskirche (2017)

Die Kirche St. Laurentius (poln. Kościół Św. Wawrzyńca) ist eine römisch-katholische Kirche in der schlesischen Stadt Głuchołazy (deutsch Ziegenhals). Das Gotteshaus steht in der östlichen Altstadt an der ul. Kościelna. Die Kirche ist die Hauptkirche der Pfarrei St. Laurentius (Parafia św. Wawrzyńca) in Głuchołazy.

## Geschichte

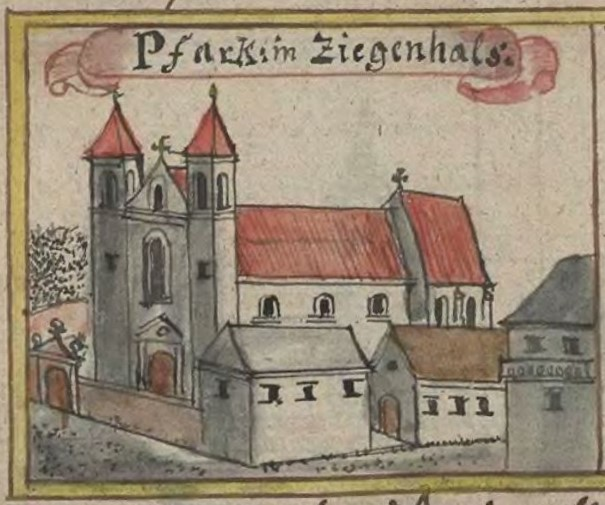
Laurentiuskirche – Zeichnung aus der Mitte des 18. Jahrhunderts

An der Stelle der heutigen Laurentiuskirche stand bereits im Mittelalter ein Gotteshaus. Dieser Bau entstand in der zweiten Hälfte des 13. Jahrhunderts und wurde 1285 erstmals erwähnt. Dieser Bau wurde 1428 während der Hussitenkriege zerstört. Zwischen 1442 und 1450 erfolgte der Wiederaufbau mit einer Erweiterung des Chors. Der heutige Kirchenbau stammt aus dem Jahr 1729 und entstand auf Initiative des Breslauer Bischofs Franz Ludwig von Pfalz-Neuburg. Architekt war Johann Töpper. Vom Vorgängerbau blieben die Doppelturmfassade sowie das frühgotische Säulenportal erhalten.
1884 erfolgte eine Aufstockung der Glockentürme. 1907 entstanden die neobarocken Turmhelme nach einem Entwurf des Berliner Architekten Hans Poelzig.
Seit 1950 steht das Kirchengebäude unter Denkmalschutz.

## Architektur
Die Emporen-Hallenkirche steht auf rechteckigem Grundriss und besitzt ein dreijochiges Langhaus mit zahlreichen Kapellen im barocken Stil. Das Querhaus besitzt ein einheitliches Satteldach. Der dreiseitig geschlossene Chor ist flankiert von niedrigen Nebenräumen. Der Chor und das Langhaus sind im Inneren mit Stichkappentonnen versehen worden. Die innenliegenden Emporen besitzen gebauchte Brüstungen. Die Doppelturmfassade und das Säulenportal stammen aus dem 13. Jahrhundert. Der neobarocke Hauptaltar wurde 1921 geschaffen. Die Kanzel entstand 1653 im Stil der Spätrenaissance. Das Altargemälde Beweinung Christi stammt von Michael Willmann.

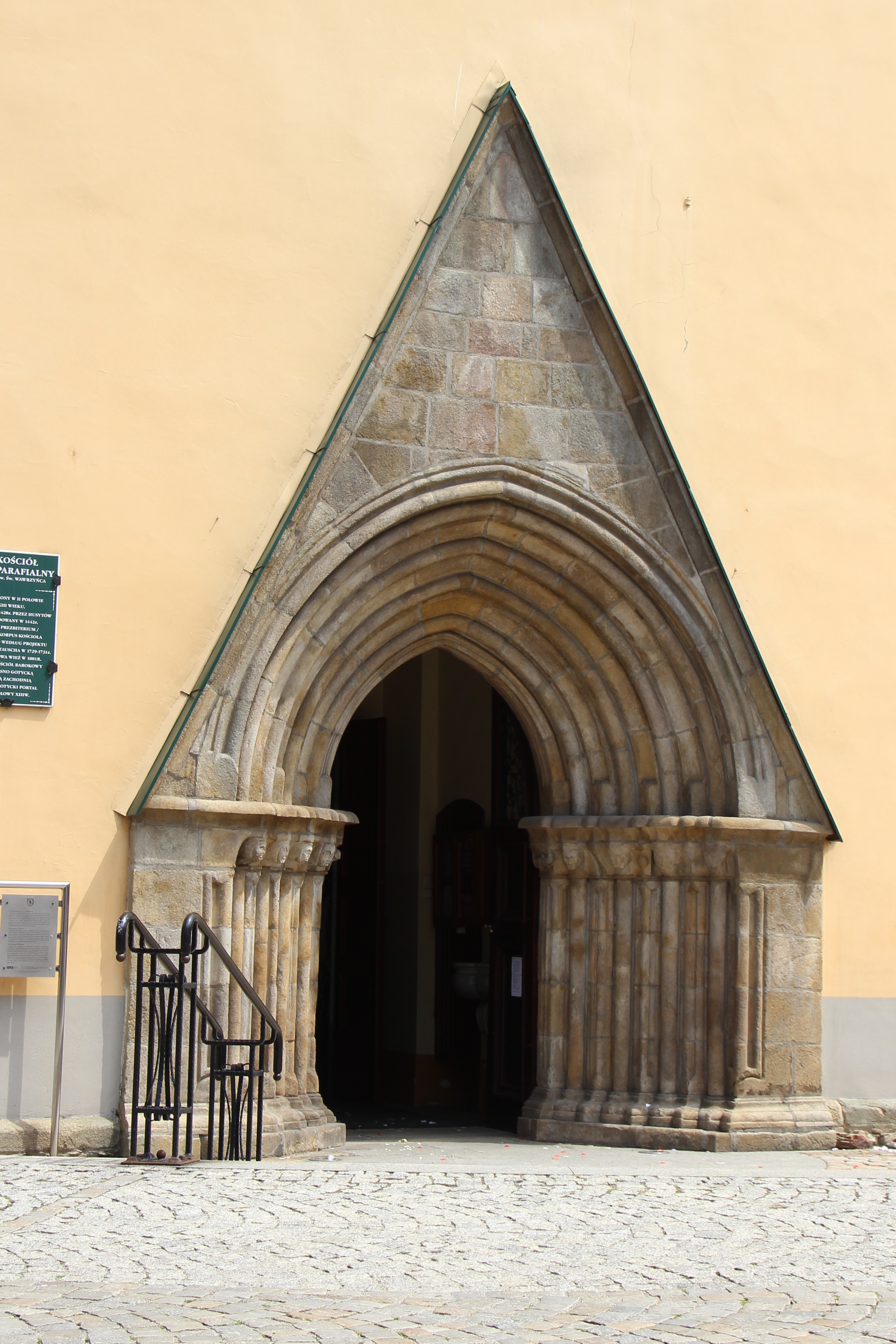
Gotisches Eingangsportal
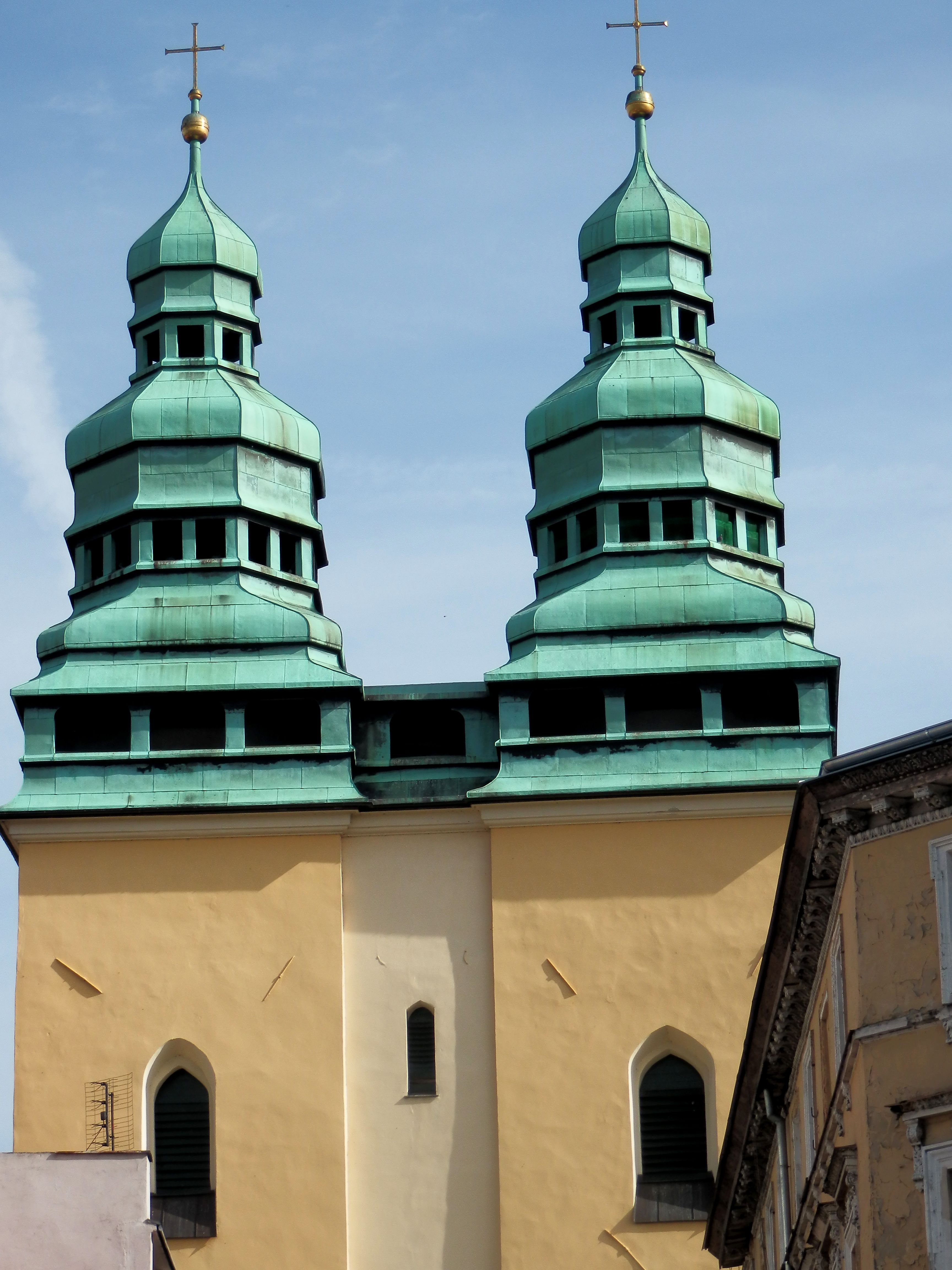
Detailaufnahme der neobarocken Turmhelme
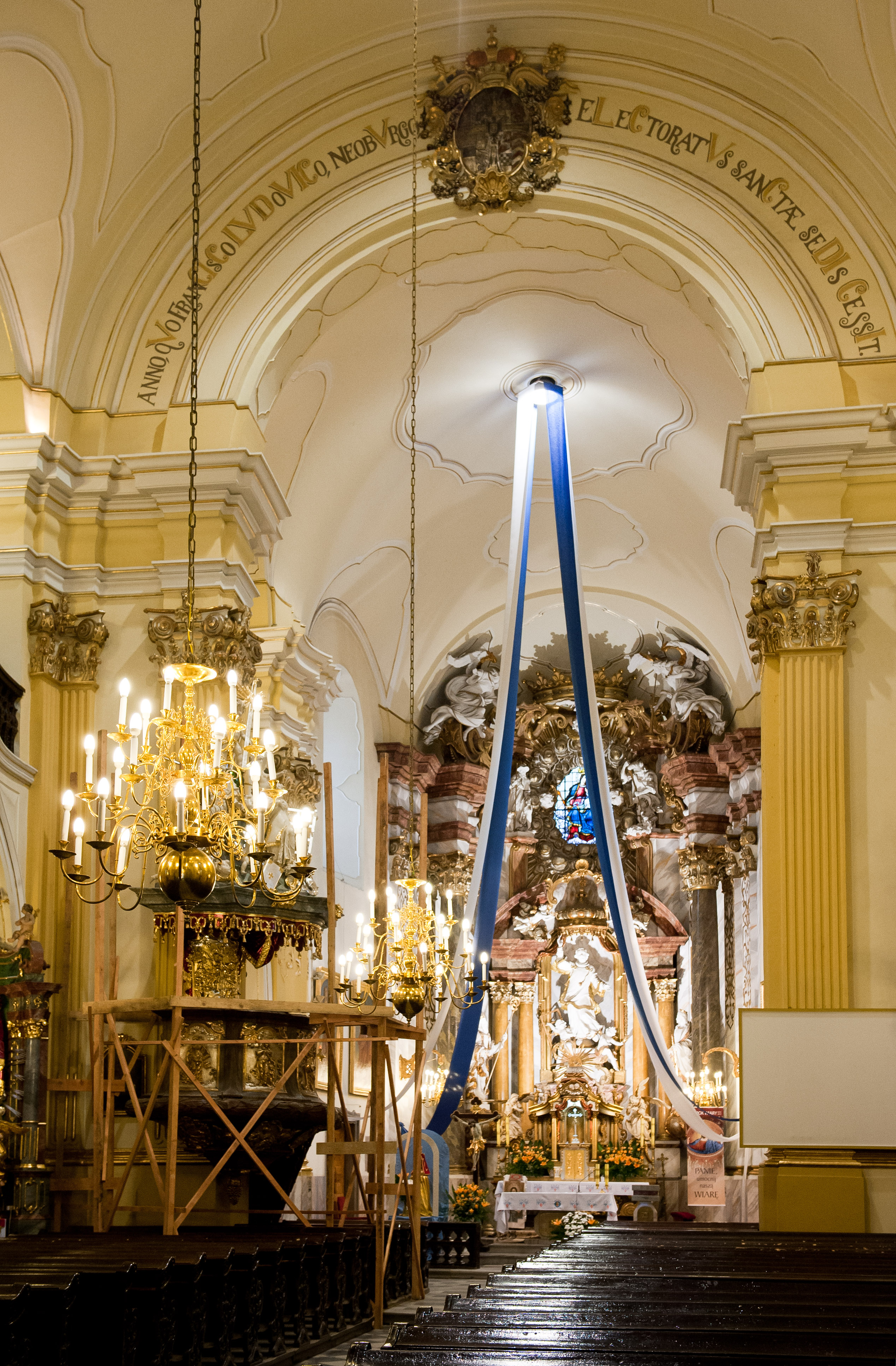
Barocker Innenraum